# Boninella (escarabajo)
Boninella es un género de escarabajos longicornios de la tribu Acanthocinini.

## Especies
- Boninella anoplos (Ohbayashi, 1976)
- Boninella degenerata Gressitt, 1956
- Boninella hirsuta (Ohbayashi, 1976)
- Boninella igai N. Ohbayashi, 1976
- Boninella kamezawai Hasegawa & N. Ohbayashi, 2009
- Boninella karubei Hasegawa & N. Ohbayashi, 2009
- Boninella satoi (Ohbayashi, 1976)
- Boninella satoi masatakai Hasegawa & N. Ohbayashi, 2009
- Boninella takakuwai Hasegawa & N. Ohbayashi, 2009